# Thomas Carnacki
Thomas Carnacki est un personnage de fiction, créé par William Hope Hodgson. Carnacki est le protagoniste d'une série de neuf histoires publiées entre 1910 et 1947.
Détective de l'occulte, Thomas Carnacki est un spécialiste reconnu pour son efficacité dans la lutte contre les revenants et autres entités cosmiques. Il vit dans un appartement à Cheyne Walk, à Londres. Le narrateur des histoires est un ami de Carnacki, Dodgson, qui suit le détective dans ses enquêtes.

## Histoire éditoriale
William Hope Hodgson a conçu ce détective de l’étrange pour répondre à une commande des responsables d'un mensuel littéraire fondé par Jerome K. Jerome et Robert Barr. Ainsi, cinq aventures paraissent entre janvier et juin 1910 dans The Idler. Six autres furent refusées pour, semble-t-il, des questions de calibrage. Et la revue cessa de paraître définitivement en mars 1911. Une sixième histoire paraît en janvier 1912 dans The New Magazine.
Ces six histoires furent regroupées en 1913 dans l'intégrale Carnacki, the Ghost-Finder, paru aux éditions Eveleigh Nash. En 1947, la maison d'édition américaine Mycroft & Moran réédite une version augmentée du recueil grâce à la découverte par August Derleth de trois nouvelles inédites.

## Nouvelles
- La Porte, 1924 ((en) The Gateway of the Monster, The Idler (janvier 1910))
- La Maison parmi les lauriers ((en) The House Among the Laurels, The Idler (février 1910))
- La Chambre qui sifflait, 1963 ((en) The Whistling Room, The Idler (mars 1910))
- Le Cheval de l'invisible ((en) The Horse of the Invisible, The Idler (avril 1910))
- Le Mystère de la maison hantée ((en) The Searcher of the End House, The Idler (juin 1910))
- La Chose invisible ((en) The Thing Invisible, The New Magazine (janvier 1912))
- Le Jarvee, 1977 ((en) The Haunted Jarvee, The Premier Magazine (mars 1929))
- Le Verrat, 1966 ((en) The Hog, Weird Tales (janvier 1947))
- Bibliophilie ((en) The Find, Mycroft & Moran, 1947)Première publication dans le recueil Carnacki the Ghost-Finder.

## Adaptations télévisuelles
Les aventures de Thomas Carnacki ont été adaptées à deux reprises à la télévision. Alan Napier incarne ainsi le détective en 1952 dans une adaptation de la nouvelle The Whistling Room, puis Donald Pleasence prête ses traits en 1971 à Carnacki dans un épisode de la série Les Rivaux de Sherlock Holmes, adaptation de la nouvelle The Horse of the Invisible.

## Postérité
Gérard Dôle fait revivre, dans Les Spectres de Cheyne Walk, les débuts de ce personnage dans neuf mésaventures qui se déroulent entre 1883 et 1893.
Thomas Carnacki apparaît également comme personnage secondaire en 2009 dans deux bandes dessinées différentes : La Ligue des Gentlemen Extraordinaires d'Alan Moore et Kevin O'Neill, et dans La Brigade Chimérique de Serge Lehman et Gess.